# インフルエンス・インシデント
『インフルエンス・インシデント』（いんふるえんす・いんしでんと）は、駿馬京による日本のライトノベル。イラストは竹花ノート。電撃文庫（KADOKAWA）より2021年3月から刊行されている。2020年に行われた第27回電撃小説大賞における銀賞受賞作。

## あらすじ
人気動画投稿者の神村まゆとして活動する中村真雪は、RootSpeakのダイレクトメッセージで盗撮写真が送られ、家に奇怪な手紙が送られてくるなどのストーカー被害に遭ったことから、山吹大学白鷺ゼミの教授・白鷺玲華に助けを求めた。ストーカー被害は、玲華と彼女の助手・姉崎日葵の手助けを借りる形で解決した。しかし、その後、反社会的な行為をSNS「RootSpeak」上に上げているアカウント「死んだ」に中村真雪が監禁されている写真がアップロードされたことから、玲華と日葵は残された手がかりを元に真雪を取り戻すために奔走する。

## 登場人物
中村真雪（なかむら まゆき）
声 - 悠木碧（PV）
山吹大学付属高校の3年生。男の娘配信者「神村まゆ」として『まゆちゃんねる』などで動画配信を行っているインフルエンサーであり、配信時は女装している。両親は離婚し、一人暮らしをしている。自分の誘拐事件をきっかけに、ネットで炎上した人の社会復帰を目的とした動画を配信するようになる。
姉崎日葵（あねさき ひまり）
声 - 雨宮天（PV）
白鷺ゼミに所属し雑用をこなす大学生。「姉崎」は母方の名字で、両親が離婚する前は「向井」であった。中学生時代に、キックボクシングの全国大会で入賞した経験をもつ。冬美が追い詰められていく様子を見たことから、白鷺ゼミに入ることを志す。
白鷺玲華（しらさぎ れいか）
声 - 雨宮天（PV）
山吹大学社会学部教授。好きなものは、コーヒー、IQOS、甘いもの。メディア社会における社会心理やコミュニティの形成についての分析を専門分野とする。
蓮水凛（はすみ りん）
真雪の高校の元同級生。SNSに電車の線路に立ち入った写真をアップしたことが炎上し、高校を自主退学、古着屋「reverse」で働きながら夜学に通っている。
茜谷深紅（あかねや しんく）
鳳雛学園大学文学部人文科学科の4年生。鳳 仙華（おおとり せんか）という名前で世間に知られている。RootSpeakの発案者。幼少期、乗っていた飛行機がハイジャックに遭い、そのハイジャック犯の首を手元に持っていたDVDを尖らせたもので切る。そこで、自分が人間ではないと認識し、人間たちを粛清しようとする。考える力を持たない人間を"ただの葦"と呼び、それらを間引こうとする。本人は人間が好きだと述べている。
早蕨冬美（さわらび ふゆみ）
幼い頃からキックボクシングを続け、中学生の時に全国大会を連覇。しかし、高校生の時の世界大会での大敗を機にネットで散々に叩かれ、姿を消す。その後、深紅の助手として活動する。

## 用語
RootSpeak（ルートスピーク）
簡易ブログ型のSNS。鳳雛学園大学の学生が有志で作ったものだが、セキュリティの杜撰さが問題になっている。
死んだ（しんだ）
RootSpeak上のアカウント。アカウント上で反社会的行為を予告し、ときに実行する。その正体は、一度ネットで炎上し社会的に「死んだ」人たちの集まり（燃え滓の同盟）であり、そのような人たちの救済を目的としている。
白鷺ゼミ（しらさぎゼミ）
山吹大学社会学部で、SNSを始めとした「新しいコミュニケーション」によって発生した諸問題・トラブルについて研究している。

## 制作背景
『インフルエンス・インシデント』は、元々は少し高めの年齢層に向けた新人賞に提出するために2019年1月から執筆し、2ヶ月半かけて2019年の春に書き上げた作品だったが、SNS世代の若者に読んでほしいという思いに至った結果、1年間寝かせた後、半月ほど手直しを加えてから応募したと話している。
社会的関心が高そうな題材を自分の得意分野から取り上げた作品を作ろうと考えたことをきっかけに執筆された同作で、作者の駿馬は、キーパーソンの真雪を女装男子として設定したのは自身の趣味であり、真雪というキャラクターの魅力を引き立てるために、「読者と登場人物に治験を与えつつ、話を円滑に展開させる有識者」と「真雪のことを全肯定してくれる年上のお姉さん」を登場させようと考えたと話している。また、キャラクターの意外性が重要だとする考えを元に、「男ではあるが、女より女らしいインフルエンサー」「ゆるふわ系の見た目だが、実際はパワフルな女子大学生」「頭脳明晰だが、私生活がだらしない女教授」などと設定を展開していったと話している。

## 社会的評価

### 受賞歴
| 発表年 | 賞                 | 対象                         | 結果 |
| ------ | ------------------ | ---------------------------- | ---- |
| 2020   | 第27回電撃小説大賞 | インフルエンス・インシデント | 銀賞 |

## 既刊一覧
- 駿馬京（著）・竹花ノート（イラスト） 『インフルエンス・インシデント』 KADOKAWA〈電撃文庫〉、既刊3巻（2021年12月10日現在）
  - 『インフルエンス・インシデント Case:01 男の娘配信者・神村まゆの場合』、2021年3月10日発売[5]、ISBN 978-4-04-913685-2
  - 『インフルエンス・インシデント Case:02 元子役配信者・春日夜鶴の場合』、2021年9月10日発売[6]、ISBN 978-4-04-914000-2
  - 『インフルエンス・インシデント Case:03 粛清者・茜谷深紅の場合』、2021年12月10日発売[7]、ISBN 978-4-04-914100-9

## 朗読PV
YouTubeで配信している公式電撃文庫チャンネルの「電撃文庫朗読してみた」として、2021年3月21日に井口裕香による約7分の朗読が配信された。